# Bayerische Kurzohrmaus
Die Bayerische Kurzohrmaus (Microtus bavaricus) ist eine Art aus der Unterfamilie der Wühlmäuse (Arvicolinae). Sie wurde von dem deutschen Zoologen Claus König entdeckt und 1962 beschrieben. Das Verbreitungsgebiet erstreckt sich auf wenige Stellen im bayerischen Bereich des Wettersteingebirges und die Brandenberger Alpen in Tirol.

## Kennzeichen
Die Bayerische Kurzohrmaus ist etwas größer als die ähnliche Kurzohrmaus (Microtus subterraneus). Die Kopf-Rumpf-Länge beträgt 88–106 mm, die Schwanzlänge 32–44 mm, die Länge des Hinterfußes 15–17 mm und die Ohrlänge 7–8 mm. Die Tiere wiegen 18–28 g. Das Fell ist gelblich braun, manchmal mit blass rötlichem Überhauch, die Unterseite schmutzigweiß. Die Fußrücken sind weißlich behaart. Jungtiere sind düster graubraun gefärbt. Die winzigen Ohren sind fast völlig im Fell verborgen. Das Schädeldach ist leicht gewölbt und die Gehörkapseln sind relativ groß. Die Bayerische Kurzohrmaus hat die kleinsten Augen und Ohren von allen bekannten Kurzohrmäusen. Sie ist von den extrem ähnlichen und nahe verwandten beiden Arten Alpen-Kleinwühlmaus (Microtus multiplex) und Illyrische Kurzohrmaus (M. liechtensteini) nur molekulargenetisch oder durch die vergleichende Analyse mehrerer Zahn- und Schädelmaße unterscheidbar.

## Lebensweise
Die Tiere leben in unterirdischen, flach unter der Bodenoberfläche verlaufenden Gängen. Das beim Graben der Gänge anfallende Erdreich wird zu kleinen Erdhaufen aufgeworfen. Die Art ist tag- und nachtaktiv. Die Nahrung dürfte aus unterirdischen Pflanzenteilen, gelegentlich auch aus Gräsern und Kräutern bestehen.

## Verbreitung und Lebensraum
Die Art ist ein Endemit der Nördlichen Kalkalpen und dort nur von zwei Fundorten bekannt. Der eine befindet sich in Bayern in der Nähe von Garmisch-Partenkirchen. Dort wurde die Bayerische Kurzohrmaus aber seit 1962 nicht mehr gesichtet und galt für ganz Deutschland als ausgestorben oder verschollen. Der Lebensraum bei Garmisch-Partenkirchen bestand aus mäßig feuchten Wiesenhängen in der Nähe eines Baches in etwa 730 m Höhe. Der zweite Fundort liegt im Rofan, einem Teil der Brandenberger Alpen im Norden von Tirol. In Tirol bewohnen die Tiere einen sehr offenen und bis 2005 als Waldweide genutzten Mischwald, der von Fichten dominiert ist. Dieser Standort befindet sich in 730–1100 m Höhe und weist ebenfalls zahlreiche Bäche auf.
Im Sommer 2023 konnten Biologen bei Mittenwald in Oberbayern nahe der österreichischen Grenze ein Exemplar der Bayerische Kurzohrmaus (Microtus bavaricus) in einer Lebendfalle fangen. Die Art wurde durch Kotproben bestätigt. Zuvor wurden zahlreiche Wildkameraaufnahmen von Mäusen gemacht, die dem Phänotyp der Kurzohrmaus entsprachen.

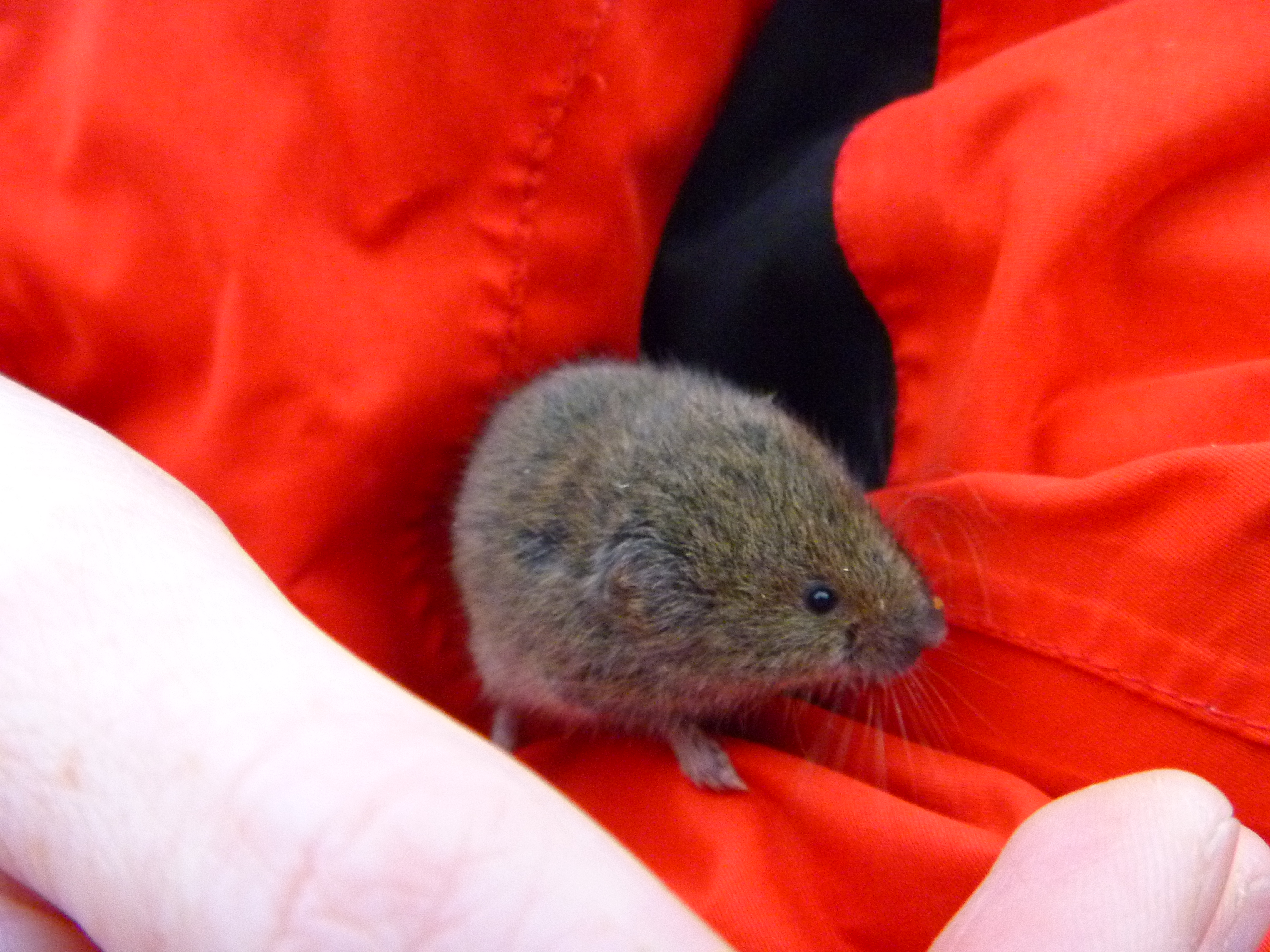
Microtus bavaricus (2011)

## Bestand und Gefährdung
Die Bayerische Kurzohrmaus wurde erst 1962 bei Garmisch-Partenkirchen entdeckt. Damals wurden mit Mausefallen 23 Tiere gefangen und anhand morphologischer Merkmale als neue Art bestimmt. Danach konnte die Art dort nicht mehr nachgewiesen werden und galt als verschollen. Der jetzt 90-jährige Entdecker der Bayerischen Kurzohrmaus hat 2023 bei Garmisch-Partenkirchen typische Wühlhaufen dieser Art gefunden, was darauf schließen lässt, dass die Maus dort noch vorkommen dürfte. Weitere Suchaktionen im bayerischen Alpenraum sind in Zusammenarbeit mit der LfU-Bayern vorgesehen. Das Vorkommen in Tirol wurde 1976 und 1977 entdeckt, aber erst im Jahr 2000 durch genetische und karyologische Untersuchungen als zu dieser Art gehörend identifiziert.
Der Fundort bei Garmisch-Partenkirchen wurde durch wasserbauliche Arbeiten und andere Eingriffe in den Lebensraum der Kurzohrmäuse stark beeinträchtigt. Claus König ist überzeugt, dass die Maus aus ihrem Lebensraum der 1960er Jahre nie vollständig verschwunden war, sondern deren Restbestände nur übersehen wurden. Dafür sprechen seine Funde von den für diese Wühlmausart typischen Wühlhaufen, die er im Herbst 2023 im Bereich der „Terra Typica“ bei Garmisch-Partenkirchen festgestellt hat. Auch in Tirol steht das letzte bekannte Vorkommen bisher nicht unter ausreichendem Schutz. Dort ist die Waldweide 2005 aufgegeben worden. Große Teile des von der Art bewohnten Waldes sind seitdem gerodet und in umzäunte Rinderweiden umgewandelt worden. Für den übrigen Wald wird nach der Einstellung der Waldweide eine starke Verdichtung der bodennahen Vegetation sowie eine verstärkte forstliche Nutzung befürchtet.
Um den Fortbestand der seltenen Art zu sichern, wurden einige Exemplare zu Nachzuchtzwecken in den Alpenzoo nach Innsbruck gebracht, wo sie sich gut vermehrten. 2009 startete ein Forschungsprojekt, in dessen Rahmen die Verbreitung, die ökologischen Ansprüche und die Populationsgröße der Art erforscht werden sollen und an dessen Ende ein Managementplan für die Waldweiden stehen soll.
Im Jahr 2023 wurde die Art in Bayern wiederentdeckt. Bei intensiver Nachsuche konnten in der Umgebung der bekannten Fundorte weitere Vorkommen weder in Deutschland noch in Österreich festgestellt werden. In Deutschland wird die Art in der Roten Liste als „Ausgestorben“ geführt. Die IUCN stuft die Art aufgrund des sehr kleinen bekannten Areals und der dortigen anhaltenden Habitatzerstörung als „vom Aussterben bedroht“ (Critically Endangered) ein. In Deutschland zählt die Bayerische Kurzohrmaus, gemäß der Bundesartenschutzverordnung, zu den wenigen streng geschützten Säugetierarten.

## Trivia
Kathrin Passig hat im Sammelband Von Okapi, Scharnierschildkröte und Schnilch. Ein prekäres Bestiarium einen Beitrag über die Bayerische Kurzohrmaus veröffentlicht, in dem neben der prekären Erforschungsgeschichte und Verbreitung der Art auch dieser Wikipedia-Artikel thematisiert wird.

### Film
- Herbert Ostwald: Die Bayerische Kurzohrmaus – Rettung einer bedrohten Art[12][13][14]